# Necromys
Necromys és un gènere de rosegadors petits de la família dels cricètids, integrat per set espècies vivents i dues de fòssils. Habiten el nord i centre de Sud-amèrica.

## Taxonomia
Aquest gènere fou descrit l'any 1899 pel zoòleg argentí Florentino Ameghino, per a incloure-hi un tàxon fòssil exhumat d'estrats del Plistocè superior del nord de la província de Buenos Aires, al centre-est de l'Argentina: Necromys conifer.
El 1916 Oldfield Thomas creà Bolomys per a incloure-hi les espècies restants, totes vivents, tanmateix, com que corresponen al mateix gènere que la fòssil, s'ha d'utilitzar el nom més antic.
Necromys és un parent proper dels altres akodontinis sud-americans, especialment Akodon, i alguns autors fins i tot el classificaren com a subgènere d'aquest últim.
Aquest gènere se subdivideix en 8 espècies vivents i 2 de fòssils:
- Necromys amoenus
- Necromys lactens
- Necromys lasiurus
- Necromys lenguarum
- Necromys lilloi
- Necromys obscurus
- Necromys punctulatus[5]
- Necromys urichi
- Necromys conifer †(espècie coneguda només pel registre fòssil)[6]
- Necromys bonapartei † (espècie coneguda només pel registre fòssil)

Dues altres espècies s'hi solen incloure com a sinònimes de Necromys lasiurus: 
- Necromys benefactus (Thomas, 1919)
- Necromys temchuki (Massoia, 1980)

## Hàbitat i distribució
Les seves espècies habiten estepes andines i d'altiplà, boscos secs del Gran Chaco i armenteres i sabanes de terres baixes subtropicals i tropicals, a Veneçuela, Colòmbia, l'Equador, el Perú, Bolívia, el Paraguai, el Brasil, l'Uruguai i l'Argentina.

## Característiques i costums
Són rosegadors petits, d'aproximadament 14 centímetres de llargada corporal, als quals s'afegeix una cua d'una mica menys de 10 cm. El seu pes és d'aproximadament 20 a 50 grams.
Són d'hàbits nocturns i subterranis i excaven els seus propis túnels. La seva dieta és omnívora (insectes i material vegetal). Les femelles pareixen diverses vegades a l'any, de 3 a 6 cries per ventrada, després d'un període de gestació de 21 a 23 dies.